# Quiñonería
Quiñonería es un municipio y localidad española de la provincia de Soria, en la comunidad autónoma de Castilla y León. El término municipal, ubicado en la comarca de Campo de Gómara y en el partido judicial de Soria, tiene una población de 10 habitantes (INE 2024).

## Geografía
En su término e incluido en la Red Natura 2000 se encuentra el lugar de importancia comunitaria conocido como Encinares de Sierra del Costanazo, ocupando 758 hectáreas, el 20 % de su término.

## Historia
A la caída del Antiguo Régimen la localidad se constituye en municipio constitucional, entonces conocido como La Quiñonería en la región de Castilla la Vieja, partido de Soria que en el censo de 1842 contaba con 46 hogares y 180 vecinos. Hacia mediados del siglo XIX, el lugar tenía unas 36 casas. La localidad aparece descrita en el decimotercer volumen del Diccionario geográfico-estadístico-histórico de España y sus posesiones de Ultramar de Pascual Madoz de la siguiente manera:

QUIÑONERIA: l. con ayunt. en la prov. y part. jud. de Soria (7 leg.), aud. terr. y c. g. de Búrgos (31), dióc. de Osuna (14). sit. en un hondo y combatido principalmente del viento N.: su clima es frio, y las enfermedades mas comunes fiebres inflamatorias: tiene 36 casas; la consistorial que sirve de cárcel; escuela de instruccion primaria, frecuentada por 12 alumnos; una igl. parr. (la Asuncion de Ntra. Sra.). El térm. confina con los de Reznos, Carabantes, La Peña y Sauquillo de Alcázar; dentro de él se encuentran dos fuentes de buenas aguas, y una erm. Ntra. Sra. la Blanca): el terreno quebrado en su mayor parte, es de mediana calidad y de secano; comprende buenos montes poblados de encinas. caminos: los que dirigen á los pueblos limítrofes y á la cap. de prov., en la que se recibe y se despacha el correo por el baligero de Deza. prod. trigo comun, cebada, leñas de combustible y pastos, con los que se mantiene ganado lanar; hay caza de liebres, conejos y perdices. ind.: la agrícola. pobl.: 46 vec., 180 alm. cap. imp.: 28,103 rs. 16 mrs.
(Madoz, 1849, p. 347)

A finales del siglo XX crece el término del municipio porque incorpora a Peñalcázar.

## Demografía
Cuenta con una población de 10 habitantes (INE 2024).
| Gráfica de evolución demográfica de Quiñonería entre 1842 y 2021 |
| |
| Población de derecho según los censos de población del INE Población de hecho según los censos de población del INEEn estos censos se denominaba La Quiñonería: 1842, 1857, 1860, 1877, 1887, 1897, 1900, 1910, 1920, 1930, 1940, 1950, 1960, 1970, 1981 y 1991 Entre el censo de 1981 y el anterior, crece el término del municipio porque incorpora a 42138 (Peñalcázar) |

### Población por núcleos
| Núcleos    | Habitantes (2000) | Habitantes (2010) | Notas                     |
| ---------- | ----------------- | ----------------- | ------------------------- |
| Quiñonería | 15                | 13                |                           |
| Peñalcázar | 0                 | 0                 | Despoblado en el siglo XX |

## Economía
El concepto de deuda viva contempla sólo las deudas con cajas y bancos relativas a créditos financieros, valores de renta fija y préstamos o créditos transferidos a terceros, excluyéndose, por tanto, la deuda comercial.
Entre los años 2008 a 2014 este ayuntamiento no ha tenido deuda viva.

## Personas notables
- Eusebio Millán, sacerdote que introdujo el baloncesto en España en el año 1921.